# 50 to 1
Pour plus de détails, voir Fiche technique et Distribution.
50 to 1 est un film américain réalisé par Jim Wilson, sorti en 2014.

## Synopsis
L'histoire de Chip Woolley qui a entrainé et monté Mine That Bird, cheval ayant gagné le Kentucky Derby à 50 contre 1 en 2009.

## Fiche technique
- Titre : 50 to 1
- Réalisation : Jim Wilson
- Scénario : Faith Conroy et Jim Wilson
- Musique : William Ross
- Photographie : Tim Suhrstedt (en)
- Montage : Ben Callahan
- Production : Jim Wilson
- Société de production : Ten Furlongs
- Société de distribution : Ten Furlongs (États-Unis)
- Pays :  États-Unis
- Genre : Drame, biopic
- Durée : 110 minutes
- Dates de sortie : 
  -  États-Unis : 21 mars 2014

## Distribution
- Skeet Ulrich : Chip Woolley
- Christian Kane : Mark Allen
- William Devane : Leonard Doc Blach
- Madelyn Deutch : Alex
- Todd Lowe : Kelly
- David Atkinson : Bill Woolley
- Bruce Wayne Eckelman : Bob Baffert
- Hugo Perez : Miguel
- Eloy Casados : Charlie Figueroa
- Tish Rayburn-Miller : Joanne Blach
- Jessi Badami : Serena Blach
- Judith Jones : Pamela Blach
- Benjamin Glenday : Kevin Blach
- Bernardo Saracino : Saeed Bin Suroor
- Richard Christie : Ben Huffman
- Jamie McShane : Dave Cotey
- David Grant Wright : Don Covington
- Malea Mitchell : Angie
- Seth Adkins : l'assistant de course
- Vic Browder : Gus
- Bob Jesser : Keith Crupper
- Jim Farnum : Terry Reid
- Mike Miller : Tom Durkin
- John Gavigan : Jerry Hissam
- Christopher James : Todd Pletcher
- Kenny Black : Casey Lambert
- Stewart Richardson : Sheik Maktoum

## Accueil
Le film a reçu un accueil défavorable de la critique. Il obtient un score moyen de 37 % sur Metacritic.